# Gisela Mosig
Gisela Mosig (* 29. November 1930 in Sachsen, Deutschland; † 12. Januar 2003 in Nashville, Tennessee, Vereinigte Staaten) war eine deutsch-amerikanische Molekularbiologin und Hochschullehrerin. Sie war Professorin in der Abteilung für Molekularbiologie der Vanderbilt University und war maßgeblich am Verständnis der Rolle der DNA-Rekombination bei der DNA-Replikation und der Genomentwicklung beteiligt.

## Leben und Werk
Mosig wuchs auf einem Bauernhof in Sachsen auf und flüchtete 1948 auf einem Fahrrad aus der DDR nach Westdeutschland. An der Universität Bonn absolvierte sie ihr Grundstudium und ihr Aufbaustudium im Fach Pflanzengenetik an der Universität zu Köln. Dort promovierte sie 1959 über Studien an Petunienhybriden und lernte den Biologen an der Vanderbilt University Gus Doermann kennen. Doermann bot ihr ein Postdoc-Stipendium in seinem Labor an der Vanderbilt University an, wo sie auf dem Gebiet der Genetik von Escherichia-Phage T4 forschte.
Von 1962 bis 1965 war sie wissenschaftliche Mitarbeiterin im Labor der Carnegie Institution for Science in Cold Spring Harbor, wo sie mit dem Nobelpreisträger Alfred Hershey zusammenarbeitete. Mit Hersheys Zustimmung und Unterstützung stellte sie die vorherrschenden Lehrmeinungen zur Rekombination der DNA des T4-Virus in Frage. 1965 wurde sie Fakultätsmitglied an der Vanderbilt University und 1968 wurde sie amerikanische Staatsbürgerin. Im Mai 2002 wurde sie zur emeritierten Professorin ernannt.
Mosig war von 1975 bis 1989 Mitglied des Redaktionsausschusses von Genetics und war auch Mitglied der Redaktionsausschüsse des Journal of Virology, Virology und des Journal of Bacteriology. Sie war Mitglied zahlreicher Förderausschüsse und Vorsitzende der Studienabteilung für mikrobielle Genetik der National Institutes of Health und war in mehreren Funktionen als Beraterin für die National Science Foundation, die American Cancer Society und das National Institute of Environmental Health Sciences tätig.
Mosig starb 2003 im Alter von 72 Jahren und vermachte der Universität 1,7 Millionen Dollar.

## Forschung
Mosig begann mit der Untersuchung von Eigenschaften der T4-Partikel mit verkürzten Genomen. Ihre Arbeiten und die gleichzeitigen Arbeiten der Gruppe unter der Leitung von George Streisinger und Frank Stahl stützten die Annahme, dass T4 ein zirkulär permutiertes, terminal redundantes Chromosom und zwei sehr unterschiedliche Arten durch Rekombination erzeugter Heterozygoten besitzt. Dank ihrer Studien war Mosig eine der Ersten, die die Bedeutung von Rekombinationsintermediaten für die Etablierung neuer Replikationsgabeln erkannte. Ihre Arbeit reichte von Untersuchungen kurzer Genome, die eine bevorzugte Replikation von Termini nahelegten, über elektronenmikroskopische Analysen von Replikationsintermediaten und die Charakterisierung der genetischen Voraussetzungen für frühe und späte T4-Replikation bis hin zu ihrer Charakterisierung der origin-initiierten Replikation an T4 oriE.
Sie betonte in ihren Vorträgen und Übersichtsartikeln, dass mehrere überlappende und scheinbar redundante, miteinander verbundene Replikations- und Rekombinationswege für den Organismus von Vorteil seien. In Escherichia coli wurden mehrere homologe Rekombinationswege beschrieben, aber erst kürzlich wurde erkannt, dass die Hauptaufgabe dieser Rekombinationswege in der nicht-mutagenen Reparatur blockierter Replikationsgabeln liegt. Die meisten T4-Proteine, die zur Bildung von Replikationsgabeln an Rekombinationsintermediaten erforderlich sind, haben funktionelle Analoga in E. coli und Eukaryoten.

## Auszeichnungen und Ehrungen (Auswahl)
- 1989: Outstanding Graduate Teaching Award[7]
- 1995: Earl Sutherland Prize for Achievement in Research[8]
- 1994: Fellow der American Academy of Microbiology
- 1976: Humboldt Award for Senior Scientists

## Veröffentlichungen (Auswahl)
- mit R. J. Thompson: An ATP-dependent supercoiling topoisomerase of Chlamydomonas reinhardtii affects accumulation of specific chloroplast transcripts. Nucleic Acids Res. 13(3), 1985, S. 873-91. doi: 10.1093/nar/13.3.873.
- mit R. J. Thompson: Light affects the structure of Chlamydomonas chloroplast chromosomes. Nucleic Acids Res. 18(9), 1990, S. 2625–31. doi: 10.1093/nar/18.9.2625.
- mit J. Gewin, A. Luder, N. Colowick, D. Vo: Two recombination-dependent DNA replication pathways of bacteriophage T4, and their roles in mutagenesis and horizontal gene transfer. Proc. Natl. Acad. Sci. USA 98 (15), 2001, S. 8306–8311. doi: 10.1073/pnas.131007398.
- mit R. Vaiskunaite, A. Miller, L. Davenport: Two new early bacteriophage T4 genes, repEA and repEB, that are important for DNA replication initiated from origin E. J Bacteriol. 181(22), 1999, S. 7115–25. doi: 10.1128/JB.181.22.7115-7125.1999.